# Bernardo Márquez García
Bernardo "Betito" Márquez García (Toa Baja, 8 de diciembre) es un político puertorriqueño afiliado del Partido Nuevo Progresista. Actualmente sirve como Alcalde de Toa Baja. Anteriormente, fue miembro de la Cámara de Representantes desde el 2005 al 2013 representando el Distrito 10.

## Biografía
Bernardo Márquez nació en el Barrio Pájaros Candelaria de Toa Baja. Durante sus años escolares, fue un ávido deportista, distinguiéndose en béisbol, baloncesto y voleibol.
Márquez completó su Licenciatura y Maestría en Administración de Empresas en la Universidad de Puerto Rico

## Vida Post-Estudios
Bernardo Márquez trabajo como catedrático de la Universidad Interamericana de Puerto Rico y la Universidad de Puerto Rico. También se desempeñó como propietario de Supermercados Selectos en el Barrio Candelaria Arenas localizado en Toa Baja.

## Vida en la política
Para las Elecciones Generales de 2004, Bernardo Márquez se postuló como candidato a representante por el Distrito 10 con el 52,88% de los votos. En las elecciones de 2008 fue reelegido. Para las elecciones de 2012 decidió no presentarse a la reelección.
En 2015, Bernardo Márquez anunció su intención de postularse como alcalde de Toa Baja, enfrentándose al titular Aníbal Vega Borge. El 5 de junio de 2016, día de las primarias del PNP, Bernardo Márquez fue elegido alcalde, derrotando a Vega Borge en algo llamado "la sorpresa de las primarias".

## Vida personal
Bernardo Márquez es casado con tres hijos. En 2020, uno de sus hijos, Jose Bernardo Márquez, fue electo representante por el Movimiento Victoria Ciudadana. En diciembre de 2022, Bernardo Márquez anunció el fallecimiento de su padre.

## Historial electoral
| Año  | Cargo                              | Tipo      | Partido | Partido | Votos  | %     | Posición | Resultado |
| ---- | ---------------------------------- | --------- | ------- | ------- | ------ | ----- | -------- | --------- |
| 2004 | Representante por el 10.º distrito | Generales |         | PNP     | 23,276 | 53.0  | 1.º      | Electo    |
| 2008 | Representante por el 10.º distrito | Generales |         | PNP     | 26,800 | 62.4  | 1.º      | Reelecto  |
| 2016 | Alcalde de Toa Baja                | Primarias |         | PNP     | 8,796  | 54.11 | 1.º      | Electo    |
| 2016 | Alcalde de Toa Baja                | Generales |         | PNP     | 25,544 | 74.17 | 1.º      | Electo    |
| 2020 | Alcalde de Toa Baja                | Generales |         | PNP     | 17,557 | 69.31 | 1.º      | Reelecto  |
| 2024 | Alcalde de Toa Baja                | Generales |         | PNP     | 16,429 | 65.99 | 1.º      | Reelecto  |